# Groupe communiste (Sénat)
Pour les articles homonymes, voir Groupe communiste.
Le groupe communiste au Sénat français, dénommé actuellement groupe communiste républicain citoyen et écologiste – Kanaky (abrégé en CRCEK), est un groupe parlementaire rassemblant historiquement des sénateurs issus du Parti communiste français (PCF).
Initialement fondé en 1938 au Sénat de la Troisième République, il est constitué à nouveau le 26 décembre 1946 au Conseil de la République, sous la Quatrième République, et au Sénat de la Cinquième République le 10 décembre 1958.
Depuis 2023, il est présidé par Cécile Cukierman, et compte dix-huit membres.

## Historique
Sous les IIIe, IVe et Ve Républiques, le groupe communiste réunit des sénateurs membres ou proches du Parti communiste français (PCF).

### IIIeRépublique
Le premier communiste à être élu au Sénat est Marcel Cachin. Élu aux élections du 20 octobre 1935 dans le département de la Seine, il siège du 14 janvier 1936 au 29 février 1940, date à laquelle il est déchu de son mandat.
Les « grands électeurs » de ce même département de la Seine élisent lors d'une élection partielle, le 23 février 1936, un 2e sénateur communiste, Jean-Marie Clamamus. Celui-ci quitte le PCF en octobre 1939, et vote les pleins pouvoirs à Philippe Pétain le 10 juillet 1940.

### IVeRépublique
Les élections du 24 novembre 1946 désignent les « grands électeurs » qui à leur tour élisent les 8 décembre 1946 et 15 décembre 1946 les membres du Conseil de la République. Le PCF obtient 29,3 % des suffrages, et 24 788 grands électeurs. L'Assemblée nationale élit également un certain nombre de conseillers de la République (50), en proportion des groupes de cette Assemblée. Le 24 décembre 1946, 83 élus communistes et apparentés républicains siègent dans cette nouvelle Chambre qui remplace le Sénat. Le 27 décembre 1946 Georges Marrane en devient le vice-président. Henri Martel lui succède. Les membres du Conseil de la République s'attribuent en 1948 le titre de sénateurs. Mais le mode de scrutin change, de proportionnel il devient uninominal dans la plupart des départements. Le renouvellement général du 7 novembre 1948 n'envoie plus que 16 sénateurs communistes (sur 246). Ce chiffre de 16 est celui des sénateurs communistes membres du Sénat à l'issue du dernier renouvellement de celui-ci, le 8 juin 1958. Au total 97 sénateurs sont membres du groupe communiste du Sénat au cours de la IVe République.

### VeRépublique
Les premières élections sénatoriales du 26 avril 1959 font entrer 14 élus communistes dans la nouvelle Assemblée. Ils sont 18 (sur 283) à la suite du renouvellement du 22 septembre 1968. La formation atteint son apogée en 1983 : le groupe communiste compte alors 23 membres et 1 rattaché.
La formation s'affaiblit par la suite et devient en 1995 le groupe communiste, républicain et citoyen (CRC) après l'adhésion des sénateurs appartenant au Mouvement des citoyens de Jean-Pierre Chevènement. Lors des élections sénatoriales françaises de 2008, le groupe CRC maintient ses effectifs et se féminise. Cette stagnation résulte de la perte d'un siège pour les Français établis hors de France, compensée par la victoire de Mireille Schurch dans l'Allier.
En novembre 2008, les sénateurs Jean-Luc Mélenchon et François Autain quittent le Parti socialiste pour créer le Parti de gauche (PG) et rejoignent le groupe CRC, qui prend alors le nom de « groupe communiste, républicain, citoyen et des sénateurs du Parti de gauche » (CRC-SPG). Cependant, lors du renouvellement sénatorial de 2011, le PG perd ses deux sièges de sénateurs et le groupe reprend son nom d'origine.
Après les élections sénatoriales de 2014, le groupe perd trois sièges avec la défaite de ses listes dans les Bouches-du-Rhône, le Rhône et l'Allier. Seuls Christine Prunaud (Côtes-d'Armor) et Thierry Foucaud (Seine-Maritime) parviennent à se faire (ré)élire.
À la suite des élections sénatoriales de 2017, des élus non-communistes rejoignent le groupe, qui est renommé « groupe communiste, républicain, citoyen et écologiste » (CRCE).
Après les élections sénatoriales de 2020 deux élus écologistes quittent le groupe pour rejoindre le nouveau groupe parlementaire écologie solidarité et territoires mais deux nouveaux sénateurs communistes sont élus en Dordogne (Marie-Claude Varaillas) et dans les Bouches-du-Rhône (Jérémy Bacchi).
Après les élections sénatoriales de 2023, le groupe gagne trois sièges dont le premier sénateur indépendantiste kanak, Robert Xowie. Le groupe rajoute alors l'expression Kanaky à son nom. 

## Effectifs et dénominations depuis 1938
| Année           | Nom                                                                                   | Membres | Apparentés | Rattachés | Nombre de sénateurs | Évolution     | %     | Rang |
| --------------- | ------------------------------------------------------------------------------------- | ------- | ---------- | --------- | ------------------- | ------------- | ----- | ---- |
| IIIe République |                                                                                       |         |            |           |                     |               |       |      |
| 1938            | Groupe communiste (COM)                                                               | 2       | —          | —         | 2 / 314             | Nv.           | 0,64  | 7e   |
| IVe République  |                                                                                       |         |            |           |                     |               |       |      |
| 1946            | Groupe communiste (COM)                                                               | —       | —          | —         | 74 / 314            | 72            | 23,57 | 2e   |
| 1948            | Groupe communiste (COM)                                                               | 15      | 1          | —         | 16 / 301            | 58            | 5,32  | 6e   |
| 1952            | Groupe communiste (COM)                                                               | 15      | 2          | —         | 17 / 316            | 1             | 5,38  | 7e   |
| 1955            | Groupe communiste (COM)                                                               | 13      | 1          | —         | 14 / 314            | 3             | 4,46  | 8e   |
| 1958            | Groupe communiste (COM)                                                               | —       | —          | —         | 16 / 320            | 2             | 5,00  | 7e   |
| Ve République   |                                                                                       |         |            |           |                     |               |       |      |
| 1959            | Groupe communiste (COM)                                                               | —       | —          | —         | 14 / 309            | 2             | 4,53  | 7e   |
| 1962            | Groupe communiste (COM)                                                               | —       | —          | —         | 14 / 309            | en stagnation | 4,53  | 7e   |
| 1965            | Groupe communiste (COM)                                                               | —       | —          | —         | 14 / 309            | en stagnation | 4,53  | 7e   |
| 1968            | Groupe communiste (COM)                                                               | —       | —          | —         | 18 / 309            | 4             | 5,83  | 7e   |
| 1971            | Groupe communiste (COM)                                                               | —       | —          | —         | 18 / 309            | en stagnation | 5,83  | 6e   |
| 1974            | Groupe communiste (COM)                                                               | —       | —          | —         | 20 / 309            | 2             | 6,47  | 6e   |
| 1977            | Groupe communiste (COM)                                                               | —       | —          | —         | 23 / 295            | 3             | 7,80  | 6e   |
| 1980            | Groupe communiste (COM)                                                               | —       | —          | —         | 23 / 304            | en stagnation | 7,56  | 6e   |
| 1983            | Groupe communiste (COM)                                                               | —       | —          | —         | 24 / 317            | 1             | 7,57  | 6e   |
| 1986            | Groupe communiste (COM)                                                               | —       | —          | —         | 15 / 319            | 9             | 4,70  | 6e   |
| 1989            | Groupe communiste (COM)                                                               | —       | —          | —         | 16 / 321            | 1             | 4,98  | 6e   |
| 1992            | Groupe communiste (COM)                                                               | —       | —          | —         | 15 / 321            | 1             | 4,67  | 6e   |
| 1995            | Groupe communiste, républicain et citoyen (CRC)                                       | —       | —          | —         | 15 / 321            | en stagnation | 4,67  | 6e   |
| 1998            | Groupe communiste, républicain et citoyen (CRC)                                       | 16      | —          | —         | 16 / 321            | 1             | 4,98  | 6e   |
| 2001            | Groupe communiste, républicain et citoyen (CRC)                                       | 23      | —          | —         | 23 / 322            | 7             | 7,14  | 5e   |
| 2004            | Groupe communiste, républicain et citoyen (CRC)                                       | 21      | —          | 2         | 23 / 331            | en stagnation | 6,95  | 4e   |
| 2008            | Groupe communiste, républicain, citoyen et des sénateurs du Parti de gauche (CRC-SPG) | 22      | —          | 1         | 23 / 348            | en stagnation | 6,61  | 4e   |
| 2011            | Groupe communiste, républicain et citoyen (CRC)                                       | 21      | —          | —         | 21 / 348            | 2             | 6,03  | 4e   |
| 2014            | Groupe communiste, républicain et citoyen (CRC)                                       | 18      | —          | —         | 18 / 348            | 3             | 5,17  | 4e   |
| 2017            | Groupe communiste, républicain, citoyen et écologiste (CRCE)                          | 15      | —          | —         | 15 / 348            | 3             | 4,31  | 6e   |
| 2020            | Groupe communiste, républicain, citoyen et écologiste (CRCE)                          | 15      | —          | —         | 15 / 348            | en stagnation | 4,31  | 5e   |
| 2023            | Groupe Communiste, républicain, citoyen et écologiste – Kanaky (CRCE-K)               | 18      | —          | —         | 18 / 348            | 3             | 5,17  | 5e   |

## Composition du groupe

### Composition depuis 2023
À l'issue du renouvellement de 2023, le nombre d'élus au groupe CRCE est porté à 18 sénateurs (14 PCF, 1 PLR, 1 UC et 2 DVG). Les sept sénatrices et sénateurs communistes sortants sont réélus et Ian Brossat est élu à Paris en remplacement de Pierre Laurent. Les pertes d'un siège à Paris (GRS), en Seine-Saint-Denis et dans le Val-de-Marne sont compensées par six nouveaux entrants : Silvana Silvani, Marianne Margaté (PCF), Pierre Barros (DVG, apparenté communiste), Évelyne Corbière Naminzo (PLR), Jean-Pierre Corbisez (DVG) et l'indépendantiste kanak Robert Xowie (UC). Cécile Cukierman est élue présidente du groupe, succèdant à Éliane Assassi qui ne se représentait pas.
| Série | Département        | Nom                      | Parti | Parti | Remarques                                                                                    |
| ----- | ------------------ | ------------------------ | ----- | ----- | -------------------------------------------------------------------------------------------- |
| 1     | Loire              | Cécile Cukierman         |       | PCF   | Présidente de groupe Vice-présidente de la commission des Lois                               |
| 1     | Meurthe-et-Moselle | Silvana Silvani          |       | PCF   |                                                                                              |
| 1     | Nord               | Éric Bocquet             |       | PCF   | Démissionne à compter du 1er novembre 2024                                                   |
| 1     | Nord               | Alexandre Basquin        |       | PCF   | Remplace Éric Bocquet à partir du 2 novembre 2024                                            |
| 1     | Nord               | Michelle Gréaume         |       | PCF   | Vice-Présidente de la Commission des Affaires étrangères, de la Défense et des Forces armées |
| 1     | Pas-de-Calais      | Cathy Apourceau-Poly     |       | PCF   |                                                                                              |
| 1     | Pas-de-Calais      | Jean-Pierre Corbisez     |       | DVG   |                                                                                              |
| 1     | Paris              | Ian Brossat              |       | PCF   |                                                                                              |
| 1     | Seine-et-Marne     | Marianne Margaté         |       | PCF   |                                                                                              |
| 1     | Hauts-de-Seine     | Pierre Ouzoulias         |       | PCF   | Vice-président du Sénat                                                                      |
| 1     | Seine-Saint-Denis  | Fabien Gay               |       | PCF   |                                                                                              |
| 1     | Val-de-Marne       | Pascal Savoldelli        |       | PCF   |                                                                                              |
| 1     | Val-d'Oise         | Pierre Barros            |       | DVG   |                                                                                              |
| 1     | La Réunion         | Évelyne Corbière Naminzo |       | PLR   |                                                                                              |
| 1     | Nouvelle-Calédonie | Robert Xowie             |       | UC    |                                                                                              |
| 2     | Côtes-d'Armor      | Gérard Lahellec          |       | PCF   |                                                                                              |
| 2     | Seine-Maritime     | Céline Brulin            |       | PCF   |                                                                                              |
| 2     | Bouches-du-Rhône   | Jérémy Bacchi            |       | PCF   |                                                                                              |
| 2     | Dordogne           | Marie-Claude Varaillas   |       | PCF   |                                                                                              |

### Composition de 2020 à 2023
À l'issue du renouvellement de 2020, les élus sont au nombre de 15 (14 PCF et 1 GRS). Céline Brulin est réélue en Seine-Maritime, Gérard Lahellec succède à Christine Prunaud dans les Côtes-d'Armor. Le groupe compte 2 nouveaux élus : Marie-Claude Varaillas en Dordogne et Jérémy Bacchi dans les Bouches-du-Rhône.
Éliane Assassi est réélue à l'unanimité présidente du groupe. Elle est la seule femme à présider un groupe parlementaire au Sénat.
| Série | Département       | Nom                    | Parti | Parti | Remarques                                              |
| ----- | ----------------- | ---------------------- | ----- | ----- | ------------------------------------------------------ |
| 1     | Loire             | Cécile Cukierman       |       | PCF   | Vice-présidente de la commission des Lois              |
| 1     | Nord              | Éric Bocquet           |       | PCF   |                                                        |
| 1     | Nord              | Michelle Gréaume       |       | PCF   |                                                        |
| 1     | Pas-de-Calais     | Cathy Apourceau-Poly   |       | PCF   |                                                        |
| 1     | Paris             | Pierre Laurent         |       | PCF   | Vice-président du Sénat                                |
| 1     | Paris             | Marie-Noëlle Lienemann |       | GRS   | Rattachée au groupe                                    |
| 1     | Hauts-de-Seine    | Pierre Ouzoulias       |       | PCF   |                                                        |
| 1     | Seine-Saint-Denis | Éliane Assassi         |       | PCF   | Présidente de groupe                                   |
| 1     | Seine-Saint-Denis | Fabien Gay             |       | PCF   |                                                        |
| 1     | Val-de-Marne      | Laurence Cohen         |       | PCF   | Vice-présidente de la Commission des Affaires sociales |
| 1     | Val-de-Marne      | Pascal Savoldelli      |       | PCF   |                                                        |
| 2     | Côtes-d'Armor     | Gérard Lahellec        |       | PCF   |                                                        |
| 2     | Seine-Maritime    | Céline Brulin          |       | PCF   |                                                        |
| 2     | Bouches-du-Rhône  | Jérémy Bacchi          |       | PCF   |                                                        |
| 2     | Dordogne          | Marie-Claude Varaillas |       | PCF   |                                                        |

### Composition de 2017 à 2020
À la suite du renouvellement de 2017, les communistes parviennent à conserver leur groupe au Sénat, avec 12 élus. Ils sont rejoints par les sénateurs écologistes Guillaume Gontard (élu avec le soutien du PCF) et Esther Benbassa, et l'ex-socialiste Pierre-Yves Collombat (membre du groupe RDSE qui a rejoint LFI). Avec ces nouvelles adhésions, le groupe change de nom pour devenir le groupe communiste, républicain, citoyen et écologiste (CRCE).
Le 16 octobre 2018, le groupe compte un membre rattaché supplémentaire avec Marie-Noëlle Lienemann. Il se compose alors de 12 membres (PCF) et 4 rattachés (1 DVG, 1 LFI, 1 GRS et 1 EÉLV). Les remplacements de deux sénateurs en juin et juillet 2018 entraînent, outre son rajeunissement, la féminisation du groupe CRCE, qui compte neuf femmes et sept hommes.
| Série | Département       | Nom                    | Parti | Parti | Remarques                                                    |
| ----- | ----------------- | ---------------------- | ----- | ----- | ------------------------------------------------------------ |
| 1     | Isère             | Guillaume Gontard      |       | DVG   | Rattaché au groupe                                           |
| 1     | Loire             | Cécile Cukierman       |       | PCF   | Vice-présidente de la commission des Lois                    |
| 1     | Nord              | Éric Bocquet           |       | PCF   | Secrétaire du Sénat                                          |
| 1     | Nord              | Michelle Gréaume       |       | PCF   |                                                              |
| 1     | Pas-de-Calais     | Dominique Watrin       |       | PCF   | Démissionne le 30 juin 2018                                  |
| 1     | Pas-de-Calais     | Cathy Apourceau-Poly   |       | PCF   | Remplace Dominique Watrin à partir du 1er juillet 2018       |
| 1     | Paris             | Pierre Laurent         |       | PCF   |                                                              |
| 1     | Paris             | Esther Benbassa        |       | EÉLV  | Rattachée au groupe                                          |
| 1     | Paris             | Marie-Noëlle Lienemann |       | GRS   | Rattachée au groupe depuis le 16 octobre 2018, apparentée FI |
| 1     | Hauts-de-Seine    | Pierre Ouzoulias       |       | PCF   |                                                              |
| 1     | Seine-Saint-Denis | Éliane Assassi         |       | PCF   | Présidente de groupe                                         |
| 1     | Seine-Saint-Denis | Fabien Gay             |       | PCF   |                                                              |
| 1     | Val-de-Marne      | Laurence Cohen         |       | PCF   | Vice-présidente de la Commission des Affaires sociales       |
| 1     | Val-de-Marne      | Pascal Savoldelli      |       | PCF   |                                                              |
| 2     | Côtes-d'Armor     | Christine Prunaud      |       | PCF   |                                                              |
| 2     | Seine-Maritime    | Thierry Foucaud        |       | PCF   | Démissionne le 31 mai 2018                                   |
| 2     | Seine-Maritime    | Céline Brulin          |       | PCF   | Remplace Thierry Foucaud à partir du 1er juin 2018           |
| 2     | Var               | Pierre-Yves Collombat  |       | LFI   | Rattaché au groupe                                           |

### Composition de 2014 à 2017
Initialement composé de 17 sénateurs (16 PCF et 1 PCR), le groupe CRC a compté jusqu'à 21 membres (19 PCF, 1 PCR et 1 DVG) entre le 11 décembre 2016 et le 18 juin 2017. À cette date, Patrick Abate, Jean-Pierre Bosino et Bernard Vera cessent d'être sénateurs au retour des ex-ministres Jean-Marc Todeschini, Laurence Rossignol et Jean-Vincent Placé.
| Série | Département        | Nom                      | Parti | Parti | Remarques                                                              |
| ----- | ------------------ | ------------------------ | ----- | ----- | ---------------------------------------------------------------------- |
| 1     | Indre-et-Loire     | Marie-France Beaufils    |       | PCF   |                                                                        |
| 1     | Isère              | Annie David              |       | PCF   |                                                                        |
| 1     | Loire              | Cécile Cukierman         |       | PCF   |                                                                        |
| 1     | Loire              | Évelyne Rivollier        |       | DVG   | À partir du 11 décembre 2016 à la suite du décès de Jean-Claude Frécon |
| 1     | Meurthe-et-Moselle | Évelyne Didier           |       | PCF   |                                                                        |
| 1     | Morbihan           | Michel Le Scouarnec      |       | PCF   |                                                                        |
| 1     | Moselle            | Patrick Abate            |       | PCF   | Durant le passage au gouvernement de Jean-Marc Todeschini (2014-2017)  |
| 1     | Nord               | Michelle Demessine       |       | PCF   |                                                                        |
| 1     | Nord               | Éric Bocquet             |       | PCF   |                                                                        |
| 1     | Oise               | Jean-Pierre Bosino       |       | PCF   | Durant le passage au gouvernement de Laurence Rossignol (2014-2017)    |
| 1     | Pas-de-Calais      | Dominique Watrin         |       | PCF   |                                                                        |
| 1     | Paris              | Pierre Laurent           |       | PCF   |                                                                        |
| 1     | Seine-et-Marne     | Michel Billout           |       | PCF   |                                                                        |
| 1     | Essonne            | Bernard Vera             |       | PCF   | Durant le passage au gouvernement de Jean-Vincent Placé (2016-2017)    |
| 1     | Hauts-de-Seine     | Brigitte Gonthier-Maurin |       | PCF   |                                                                        |
| 1     | Seine-Saint-Denis  | Éliane Assassi           |       | PCF   | Présidente de groupe                                                   |
| 1     | Val-de-Marne       | Christian Favier         |       | PCF   |                                                                        |
| 1     | Val-de-Marne       | Laurence Cohen           |       | PCF   |                                                                        |
| 1     | Réunion            | Paul Vergès              |       | PCR   | Doyen du Sénat, décédé le 12 novembre 2016                             |
| 1     | Réunion            | Gélita Hoarau            |       | PCR   | Remplace Paul Vergès à partir du 12 novembre 2016                      |
| 2     | Côtes-d'Armor      | Christine Prunaud        |       | PCF   |                                                                        |
| 2     | Seine-Maritime     | Thierry Foucaud          |       | PCF   | Vice-président du Sénat                                                |

### Composition de 2011 à 2014
À la suite des élections de 2011, le Parti de gauche perd ses deux sièges (François Autain et Marie-Agnès Labarre ne se représentant pas). Le groupe composé de 21 membres (19 PCF, 1 MUP et 1 PCR) reprend son nom d'origine : communiste, républicain et citoyen (CRC).
| Série | Département        | Nom                      | Parti | Parti | Remarques                                                      |
| ----- | ------------------ | ------------------------ | ----- | ----- | -------------------------------------------------------------- |
| 1     | Indre-et-Loire     | Marie-France Beaufils    |       | PCF   |                                                                |
| 1     | Isère              | Annie David              |       | PCF   | Présidente de la Commission des Affaires sociales              |
| 1     | Loire              | Cécile Cukierman         |       | PCF   | Benjamine du Sénat entre 2011 et 2014                          |
| 1     | Meurthe-et-Moselle | Évelyne Didier           |       | PCF   |                                                                |
| 1     | Morbihan           | Michel Le Scouarnec      |       | PCF   |                                                                |
| 1     | Nord               | Michelle Demessine       |       | PCF   | Secrétaire du Sénat                                            |
| 1     | Nord               | Éric Bocquet             |       | PCF   |                                                                |
| 1     | Pas-de-Calais      | Dominique Watrin         |       | PCF   |                                                                |
| 1     | Paris              | Nicole Borvo Cohen-Seat  |       | PCF   | Présidente de groupe, démissionne le 19 septembre 2012         |
| 1     | Paris              | Pierre Laurent           |       | PCF   | Remplace Nicole Borvo Cohen-Seat à partir du 20 septembre 2012 |
| 1     | Seine-et-Marne     | Michel Billout           |       | PCF   |                                                                |
| 1     | Hauts-de-Seine     | Brigitte Gonthier-Maurin |       | PCF   |                                                                |
| 1     | Seine-Saint-Denis  | Éliane Assassi           |       | PCF   | Présidente du groupe à partir du 19 septembre 2012             |
| 1     | Val-de-Marne       | Christian Favier         |       | PCF   |                                                                |
| 1     | Val-de-Marne       | Laurence Cohen           |       | PCF   |                                                                |
| 1     | Val-d'Oise         | Robert Hue               |       | MUP   | Rejoint le groupe RDSE le 13 septembre 2012                    |
| 1     | Réunion            | Paul Vergès              |       | PCR   | Doyen du Sénat                                                 |
| 2     | Allier             | Mireille Schurch         |       | PCF   |                                                                |
| 2     | Bouches-du-Rhône   | Isabelle Pasquet         |       | PCF   |                                                                |
| 2     | Côtes-d'Armor      | Gérard Le Cam            |       | PCF   | Secrétaire du Sénat                                            |
| 2     | Rhône              | Guy Fischer              |       | PCF   |                                                                |
| 2     | Seine-Maritime     | Thierry Foucaud          |       | PCF   | Vice-président du Sénat                                        |

### Composition de 2008 à 2011
Après le renouvellement de 2008, le groupe CRC est composé de 23 sénateurs (21 PCF, 1 MRC et 1 PCR), il est alors le premier groupe parlementaire à atteindre la parité. 
En novembre 2008, Jean-Luc Mélenchon (sénateur PS) crée le Parti de gauche (auquel adhère François Autain, sénateur MRC rattaché au groupe CRC). Il rejoint le groupe qui est alors renommé groupe Communiste, républicain, citoyen et des sénateurs du Parti de gauche (CRC-SPG) composé désormais de 24 membres (21 PCF, 2 PG et 1 PCR).
| Série | Département        | Nom                      | Parti | Parti       | Remarques                                                                                    |
| ----- | ------------------ | ------------------------ | ----- | ----------- | -------------------------------------------------------------------------------------------- |
| A     | Allier             | Mireille Schurch         |       | PCF         |                                                                                              |
| A     | Bouches-du-Rhône   | Isabelle Pasquet         |       | PCF         |                                                                                              |
| A     | Côtes-d'Armor      | Gérard Le Cam            |       | PCF         |                                                                                              |
| B     | Indre-et-Loire     | Marie-France Beaufils    |       | PCF         |                                                                                              |
| B     | Isère              | Annie David              |       | PCF         |                                                                                              |
| B     | Loire              | Josiane Mathon-Poinat    |       | PCF         |                                                                                              |
| B     | Loire-Atlantique   | François Autain          |       | MRC puis PG |                                                                                              |
| B     | Meurthe-et-Moselle | Évelyne Didier           |       | PCF         |                                                                                              |
| B     | Nord               | Ivan Renar               |       | PCF-MUP     |                                                                                              |
| B     | Nord               | Michelle Demessine       |       | PCF         | Secrétaire du Sénat                                                                          |
| B     | Pas-de-Calais      | Jean-Claude Danglot      |       | PCF         |                                                                                              |
| B     | Réunion            | Gélita Hoarau            |       | PCR         |                                                                                              |
| C     | Rhône              | Guy Fischer              |       | PCF         | Vice-président du Sénat                                                                      |
| C     | Paris              | Nicole Borvo Cohen-Seat  |       | PCF         | Présidente de groupe                                                                         |
| C     | Seine-Maritime     | Thierry Foucaud          |       | PCF         |                                                                                              |
| C     | Seine-et-Marne     | Michel Billout           |       | PCF         |                                                                                              |
| C     | Essonne            | Bernard Vera             |       | PCF         |                                                                                              |
| C     | Essonne            | Jean-Luc Mélenchon       |       | PG          | Rejoint le groupe le 26 novembre 2008 ; démissionne après son élection au Parlement européen |
| C     | Essonne            | Marie-Agnès Labarre      |       | PG          | Remplace Jean-Luc Mélenchon à partir du 8 janvier 2010                                       |
| C     | Hauts-de-Seine     | Brigitte Gonthier-Maurin |       | PCF         |                                                                                              |
| C     | Seine-Saint-Denis  | Jack Ralite              |       | PCF         |                                                                                              |
| C     | Seine-Saint-Denis  | Éliane Assassi           |       | PCF         |                                                                                              |
| C     | Val-de-Marne       | Jean-François Voguet     |       | PCF         |                                                                                              |
| C     | Val-de-Marne       | Odette Terrade           |       | PCF         |                                                                                              |
| C     | Val-d'Oise         | Robert Hue               |       | PCF-MUP     |                                                                                              |

### Composition de 2004 à 2008
Après le renouvellement de 2004, le groupe CRC est composé de 22 sénateurs (20 PCF, 2 MRC). Ils sont rejoints en février 2005 par Gélita Hoarau (PCR) remplaçant Paul Vergès, élu député européen avant les élections sénatoriales.
| Série | Département                     | Nom                      | Parti | Parti | Remarques                                                                    |
| ----- | ------------------------------- | ------------------------ | ----- | ----- | ---------------------------------------------------------------------------- |
| A     | Bouches-du-Rhône                | Robert Bret              |       | PCF   |                                                                              |
| A     | Côtes-d'Armor                   | Gérard Le Cam            |       | PCF   |                                                                              |
| A     | Français établis hors de France | Pierre Biarnès           |       | MRC   |                                                                              |
| B     | Indre-et-Loire                  | Marie-France Beaufils    |       | PCF   |                                                                              |
| B     | Isère                           | Annie David              |       | PCF   |                                                                              |
| B     | Loire                           | Josiane Mathon-Poinat    |       | PCF   |                                                                              |
| B     | Loire-Atlantique                | François Autain          |       | MRC   |                                                                              |
| B     | Meurthe-et-Moselle              | Évelyne Didier           |       | PCF   |                                                                              |
| B     | Nord                            | Ivan Renar               |       | PCF   |                                                                              |
| B     | Nord                            | Michelle Demessine       |       | PCF   | Secrétaire du Sénat                                                          |
| B     | Pas-de-Calais                   | Yves Coquelle            |       | PCF   | Démissionne le 1er janvier 2007                                              |
| B     | Pas-de-Calais                   | Maryse Roger-Coupin      |       | PCF   | Décide de ne pas siéger                                                      |
| B     | Pas-de-Calais                   | Jean-Claude Danglot      |       | PCF   | Remplace Yves Coquelle à partir du 3 janvier 2007                            |
| B     | Réunion                         | Gélita Hoarau            |       | PCR   | Remplace Paul Vergès à partir du 24 février 2005                             |
| C     | Rhône                           | Guy Fischer              |       | PCF   | Vice-président du Sénat                                                      |
| C     | Paris                           | Nicole Borvo Cohen-Seat  |       | PCF   | Présidente de groupe                                                         |
| C     | Seine-Maritime                  | Thierry Foucaud          |       | PCF   |                                                                              |
| C     | Seine-et-Marne                  | Michel Billout           |       | PCF   |                                                                              |
| C     | Essonne                         | Bernard Vera             |       | PCF   |                                                                              |
| C     | Hauts-de-Seine                  | Roland Muzeau            |       | PCF   | Démissionne le 28 juin 2007 après avoir son élection à l'Assemblée nationale |
| C     | Hauts-de-Seine                  | Brigitte Gonthier-Maurin |       | PCF   | Remplace Roland Muzeau à partir du 29 juin 2007                              |
| C     | Seine-Saint-Denis               | Jack Ralite              |       | PCF   |                                                                              |
| C     | Seine-Saint-Denis               | Éliane Assassi           |       | PCF   |                                                                              |
| C     | Val-de-Marne                    | Hélène Luc               |       | PCF   | Démissionne le 18 septembre 2007                                             |
| C     | Val-de-Marne                    | Odette Terrade           |       | PCF   | Remplace Hélène Luc à partir du 19 septembre 2007                            |
| C     | Val-de-Marne                    | Jean-François Voguet     |       | PCF   |                                                                              |
| C     | Val-d'Oise                      | Robert Hue               |       | PCF   |                                                                              |

### Composition de 2001 à 2004
Après le renouvellement de 2001, le groupe CRC est composé de 23 sénateurs (18 PCF, 4 MDC et 1 PCR).
| Série | Département                     | Nom                     | Parti | Parti | Remarques                                                               |
| ----- | ------------------------------- | ----------------------- | ----- | ----- | ----------------------------------------------------------------------- |
| A     | Bouches-du-Rhône                | Robert Bret             |       | PCF   |                                                                         |
| A     | Côtes-d'Armor                   | Gérard Le Cam           |       | PCF   |                                                                         |
| A     | Français établis hors de France | Pierre Biarnès          |       | MDC   |                                                                         |
| B     | Indre-et-Loire                  | Marie-France Beaufils   |       | PCF   |                                                                         |
| B     | Isère                           | Annie David             |       | PCF   | Benjamine du Sénat                                                      |
| B     | Loire                           | Josiane Mathon-Poinat   |       | PCF   |                                                                         |
| B     | Loire-Atlantique                | François Autain         |       | MDC   |                                                                         |
| B     | Meurthe-et-Moselle              | Évelyne Didier          |       | PCF   |                                                                         |
| B     | Nord                            | Ivan Renar              |       | PCF   |                                                                         |
| B     | Nord                            | Michelle Demessine      |       | PCF   |                                                                         |
| B     | Pas-de-Calais                   | Yves Coquelle           |       | PCF   |                                                                         |
| B     | Réunion                         | Paul Vergès             |       | PCR   | Démissionne le 19 juillet 2004 après son élection au Parlement européen |
| C     | Rhône                           | Guy Fischer             |       | PCF   | Vice-président du Sénat                                                 |
| C     | Paris                           | Nicole Borvo Cohen-Seat |       | PCF   | Présidente de groupe                                                    |
| C     | Paris                           | Jean-Yves Autexier      |       | MDC   |                                                                         |
| C     | Seine-Maritime                  | Thierry Foucaud         |       | PCF   |                                                                         |
| C     | Essonne                         | Paul Loridant           |       | MDC   |                                                                         |
| C     | Hauts-de-Seine                  | Roland Muzeau           |       | PCF   |                                                                         |
| C     | Seine-Saint-Denis               | Danielle Bidard-Reydet  |       | PCF   |                                                                         |
| C     | Seine-Saint-Denis               | Jack Ralite             |       | PCF   |                                                                         |
| C     | Val-de-Marne                    | Hélène Luc              |       | PCF   |                                                                         |
| C     | Val-de-Marne                    | Odette Terrade          |       | PCF   |                                                                         |
| C     | Val-d'Oise                      | Marie-Claude Beaudeau   |       | PCF   |                                                                         |

### Composition de 1998 à 2001
Le renouvellement de 1998 n'apportant pas de modification, le groupe CRC est donc composé de 16 sénateurs (14 PCF, 1 MDC et 1 PCR). Ils sont rejoints par le chevènementiste Jean-Yves Autexier, élu le 28 janvier 2000 à la suite de la démission de Michel Charzat (PS). 
| Série | Département       | Nom                     | Parti | Parti | Remarques                                                               |
| ----- | ----------------- | ----------------------- | ----- | ----- | ----------------------------------------------------------------------- |
| A     | Bouches-du-Rhône  | Robert Bret             |       | PCF   |                                                                         |
| A     | Côtes-d'Armor     | Gérard Le Cam           |       | PCF   |                                                                         |
| B     | Nord              | Ivan Renar              |       | PCF   | Secrétaire du Sénat                                                     |
| B     | Nord              | Pierre Lefebvre         |       | PCF   |                                                                         |
| B     | Pas-de-Calais     | Jean-Luc Bécart         |       | PCF   |                                                                         |
| B     | Réunion           | Paul Vergès             |       | PCR   |                                                                         |
| C     | Rhône             | Guy Fischer             |       | PCF   |                                                                         |
| C     | Paris             | Nicole Borvo Cohen-Seat |       | PCF   |                                                                         |
| C     | Paris             | Jean-Yves Autexier      |       | MDC   | Rejoint le groupe le 28 janvier 2000                                    |
| C     | Seine-Maritime    | Thierry Foucaud         |       | PCF   |                                                                         |
| C     | Essonne           | Paul Loridant           |       | MDC   |                                                                         |
| C     | Hauts-de-Seine    | Michel Duffour          |       | PCF   | Démissionne le 28 mars 2000 à la suite de sa nomination au gouvernement |
| C     | Hauts-de-Seine    | Roland Muzeau           |       | PCF   | Remplace Michel Duffour à partir du 29 mars 2000                        |
| C     | Seine-Saint-Denis | Danielle Bidard-Reydet  |       | PCF   |                                                                         |
| C     | Seine-Saint-Denis | Jack Ralite             |       | PCF   |                                                                         |
| C     | Val-de-Marne      | Hélène Luc              |       | PCF   | Présidente de groupe                                                    |
| C     | Val-de-Marne      | Odette Terrade          |       | PCF   |                                                                         |
| C     | Val-d'Oise        | Marie-Claude Beaudeau   |       | PCF   |                                                                         |

### Composition de 1995 à 1998
Après le renouvellement de 1995, les 14 sénateurs PCF ne sont pas en mesure de reformer le groupe communiste (le seuil étant de 15 sénateurs minimum). Avec l'arrivée de Paul Loridant, sénateur MDC (chevènementiste élu avec le soutien du PCF), le groupe rebaptisé communiste, républicain et citoyen (CRC) atteint les 15 membres requis (14 PCF et 1 MDC). Ils sont rejoints en 1996 par le communiste réunionnais, Paul Vergès.
| Série | Département       | Nom                     | Parti | Parti | Remarques                                                               |
| ----- | ----------------- | ----------------------- | ----- | ----- | ----------------------------------------------------------------------- |
| A     | Bouches-du-Rhône  | Louis Minetti           |       | PCF   |                                                                         |
| A     | Côtes-d'Armor     | Félix Leyzour           |       | PCF   | Démissionne le 12 juin 1997 après son élection à l'Assemblée nationale  |
| A     | Côtes-d'Armor     | Jean Dérian             |       | PCF   | Élu le 7 septembre 1997 en remplacement de Félix Leyzour                |
| B     | Nord              | Ivan Renar              |       | PCF   |                                                                         |
| B     | Nord              | Michelle Demessine      |       | PCF   | Démissionne le 19 juin 1997 à la suite de sa nomination au gouvernement |
| B     | Nord              | Pierre Lefebvre         |       | PCF   | Remplace Michelle Demessine à partir du 20 juin 1997                    |
| B     | Pas-de-Calais     | Jean-Luc Bécart         |       | PCF   |                                                                         |
| B     | Réunion           | Paul Vergès             |       | PCR   | Rejoint le groupe le 15 avril 1996                                      |
| C     | Rhône             | Guy Fischer             |       | PCF   |                                                                         |
| C     | Paris             | Nicole Borvo Cohen-Seat |       | PCF   |                                                                         |
| C     | Seine-Maritime    | Robert Pagès            |       | PCF   |                                                                         |
| C     | Essonne           | Paul Loridant           |       | MDC   |                                                                         |
| C     | Hauts-de-Seine    | Jacqueline Fraysse      |       | PCF   | Démissionne le 12 juin 1997 après son élection à l'Assemblée nationale  |
| C     | Hauts-de-Seine    | Michel Duffour          |       | PCF   | Remplace Jacqueline Fraysse à partir du 13 juin 1997                    |
| C     | Seine-Saint-Denis | Danielle Bidard-Reydet  |       | PCF   |                                                                         |
| C     | Seine-Saint-Denis | Jack Ralite             |       | PCF   |                                                                         |
| C     | Val-de-Marne      | Hélène Luc              |       | PCF   | Présidente de groupe                                                    |
| C     | Val-de-Marne      | Claude Billard          |       | PCF   | Démissionne le 12 juin 1997 après son élection à l'Assemblée nationale  |
| C     | Val-de-Marne      | Odette Terrade          |       | PCF   | Remplace Claude Billard à partir du 13 juin 1997                        |
| C     | Val-d'Oise        | Marie-Claude Beaudeau   |       | PCF   |                                                                         |

## Historique par départements
| Département                     | Sénateur                    | Mandat                                                                          | Lien  | Remarques                                                                              |
| ------------------------------- | --------------------------- | ------------------------------------------------------------------------------- | ----- | -------------------------------------------------------------------------------------- |
| Allier                          | Mireille Schurch            | Du 1er octobre 2008 au 30 septembre 2014                                        | Fiche |                                                                                        |
| Bouches-du-Rhône                | Léon David                  | Du 26 avril 1959 au 1er octobre 1978                                            | Fiche | Démissionnaire                                                                         |
| Bouches-du-Rhône                | Louis Minetti               | Du 1er octobre 1978 au 30 septembre 1998                                        | Fiche | Remplace Léon David                                                                    |
| Bouches-du-Rhône                | Robert Bret                 | Du 27 septembre 1998 au 30 septembre 2008                                       | Fiche |                                                                                        |
| Bouches-du-Rhône                | Isabelle Pasquet            | Du 1er octobre 2008 au 30 septembre 2014                                        | Fiche |                                                                                        |
| Côtes-d'Armor                   | Félix Leyzour               | Du 2 octobre 1989 au 12 juin 1997                                               | Fiche |                                                                                        |
| Côtes-d'Armor                   | Jean Dérian                 | Du 7 septembre 1997 au 30 septembre 1998                                        | Fiche | Remplace Félix Leyzour, élu député                                                     |
| Côtes-d'Armor                   | Gérard Le Cam               | Du 1er octobre 1998 au 30 septembre 2014                                        | Fiche |                                                                                        |
| Côtes-d'Armor                   | Christine Prunaud           | Du 28 septembre 2014 au 30 septembre 2020                                       | Fiche |                                                                                        |
| Indre-et-Loire                  | Marie-France Beaufils       | Du 23 septembre 2001 au 1er octobre 2017                                        | Fiche |                                                                                        |
| Isère                           | Paul Jargot                 | Du 22 septembre 1974 au 2 octobre 1983                                          | Fiche |                                                                                        |
| Isère                           | Annie David                 | Du 23 septembre 2001 au 1er octobre 2017                                        | Fiche |                                                                                        |
| Loire                           | Josiane Mathon-Poinat       | Du 23 septembre 2001 au 30 septembre 2011                                       | Fiche |                                                                                        |
| Loire                           | Évelyne Rivollier           | Du 11 décembre 2016 au 1er octobre 2017                                         | Fiche | (DVG) Remplace Jean-Claude Frécon (PS), décédé                                         |
| Loire-Atlantique                | François Autain             | Du 23 septembre 2001 au 30 septembre 2011                                       | Fiche | MRC, puis PG                                                                           |
| Meurthe-et-Moselle              | Évelyne Didier              | Du 23 septembre 2001 au 1er octobre 2017                                        | Fiche |                                                                                        |
| Morbihan                        | Michel Le Scouarnec         | Du 25 septembre 2011 au 1er octobre 2017                                        | Fiche |                                                                                        |
| Moselle                         | Paul Souffrin               | Du 25 septembre 1983 au 27 septembre 1992                                       | Fiche |                                                                                        |
| Moselle                         | Patrick Abate               | Du 22 septembre 2014 au 17 juin 2017                                            | Fiche | Remplace Jean-Marc Todeschini (PS), nommé au gouvernement                              |
| Nord                            | Adolphe Dutoit              | Du 26 avril 1959 au 11 mai 1967                                                 | Fiche | Démissionnaire                                                                         |
| Nord                            | Hector Viron                | Du 12 mai 1967 au 1er octobre 1992                                              | Fiche | Remplace Adolphe Dutoit                                                                |
| Nord                            | Gérard Ehlers               | Du 22 septembre 1974 au 2 avril 1985                                            | Fiche | Démissionnaire                                                                         |
| Nord                            | Ivan Renar                  | Du 2 avril 1985 au 30 septembre 2011                                            | Fiche | Remplace Gérard Ehlers                                                                 |
| Nord                            | Michelle Demessine          | Du 27 septembre 1992 au 19 juin 1997 Du 23 septembre 2001 au 1er octobre 2017   | Fiche |                                                                                        |
| Nord                            | Pierre Lefebvre             | Du 20 juin 1997 au 30 septembre 2001                                            | Fiche | Remplace Michelle Demessine, nommée au gouvernement                                    |
| Nord                            | Éric Bocquet                | Du 1er octobre 2011 au 1er novembre 2024                                        | Fiche | Démissionnaire                                                                         |
| Oise                            | Jean-Pierre Bosino          | Du 10 mai 2014 au 18 juin 2017                                                  | Fiche | Remplace Laurence Rossignol (PS) nommée au gouvernement                                |
| Pas-de-Calais                   | Jean Bardol                 | Du 26 avril 1959 au 1er avril 1973                                              | Fiche | Démissionnaire                                                                         |
| Pas-de-Calais                   | Léandre Létoquart           | Du 2 avril 1973 au 1er octobre 1978                                             | Fiche | Remplace Jean Bardol, élu député                                                       |
| Pas-de-Calais                   | Raymond Dumont              | Du 1er octobre 1978 au 2 octobre 1984                                           | Fiche | Démissionnaire                                                                         |
| Pas-de-Calais                   | Jean-Luc Bécart             | Du 2 octobre 1984 au 30 septembre 2001                                          | Fiche | Remplace Raymond Dumont                                                                |
| Pas-de-Calais                   | Yves Coquelle               | Du 23 septembre 2001 au 1er janvier 2007                                        | Fiche | Démissionnaire                                                                         |
| Pas-de-Calais                   | Jean-Claude Danglot         | Du 3 janvier 2007 au 30 septembre 2011                                          | Fiche | Remplace Yves Coquelle                                                                 |
| Pas-de-Calais                   | Dominique Watrin            | Du 25 septembre 2011 au 30 juin 2018                                            | Fiche | Démissionnaire, remplacé le 1er juillet 2018 par Cathy Apourceau-Poly                  |
| Rhône                           | Camille Vallin              | Du 28 avril 1959 au 1er octobre 1968 Du 25 septembre 1977 au 1er octobre 1986   | Fiche |                                                                                        |
| Rhône                           | Guy Fischer                 | Du 1er octobre 1995 au 30 septembre 2014                                        | Fiche |                                                                                        |
| Paris                           | Roger Garaudy               | Du 26 avril 1959 au 31 octobre 1962                                             | Fiche | Élu de la Seine en 1959                                                                |
| Paris                           | Raymond Bossus              | Du 1er novembre 1962 au 25 juin 1969                                            | Fiche | Remplace Roger Garaudy, démissionnaire                                                 |
| Paris                           | Georges Cogniot             | Du 26 avril 1959 au 2 octobre 1977                                              | Fiche | Élu de la Seine en 1959                                                                |
| Paris                           | Serge Boucheny              | Du 26 juin 1969 au 1er octobre 1986                                             | Fiche | Remplace Raymond Bossus, démissionnaire                                                |
| Paris                           | Raymond Guyot               | Du 26 avril 1959 au 2 octobre 1977                                              | Fiche | Élu de la Seine en 1959                                                                |
| Paris                           | Ernest Petit                | Du 26 avril 1959 au 1er octobre 1968                                            | Fiche | Élu de la Seine en 1959                                                                |
| Paris                           | Jeannette Thorez-Vermeersch | Du 26 avril 1959 au 1er octobre 1968                                            | Fiche | Élue de la Seine en 1959                                                               |
| Paris                           | Catherine Lagatu            | Du 22 septembre 1968 au 2 octobre 1977                                          | Fiche |                                                                                        |
| Paris                           | Rolande Perlican            | Du 25 septembre 1977 au 1er octobre 1986                                        | Fiche |                                                                                        |
| Paris                           | Nicole Borvo Cohen-Seat     | Du 24 septembre 1995 au 19 septembre 2012                                       | Fiche | Démissionnaire, remplacée par Pierre Laurent                                           |
| Paris                           | Jean-Yves Autexier          | Du 28 janvier 2000 au 30 septembre 2004                                         | Fiche | MDC puis MRC                                                                           |
| Paris                           | Pierre Laurent              | Du 20 septembre 2012 au 1er octobre 2023                                        | Fiche | Remplace Nicole Borvo Cohen-Seat                                                       |
| Paris                           | Marie-Noëlle Lienemann      | Du 18 septembre 2018 au 1er octobre 2023                                        | Fiche | GRS                                                                                    |
| Seine-Maritime                  | Léon Rogé                   | Du 22 septembre 1968 au 12 septembre 1969                                       | Fiche |                                                                                        |
| Seine-Maritime                  | Jacques Eberhard            | Du 13 septembre 1969 au 1er octobre 1986                                        | Fiche | Remplace Léon Rogé, décédé                                                             |
| Seine-Maritime                  | André Duroméa               | Du 28 septembre 1986 au 13 juillet 1988                                         | Fiche |                                                                                        |
| Seine-Maritime                  | Robert Pagès                | Du 14 juillet 1988 au 2 octobre 1998                                            | Fiche | Remplace André Duroméa, élu député                                                     |
| Seine-Maritime                  | Thierry Foucaud             | Du 3 octobre 1998 au 31 mai 2018                                                | Fiche | Remplace Robert Pagès, démissionnaire Démissionnaire, remplacé par Céline Brulin       |
| Seine-et-Marne                  | Michel Billout              | Du 26 septembre 2004 au 1er octobre 2017                                        | Fiche |                                                                                        |
| Yvelines                        | Bernard Hugo                | Du 25 septembre 1977 au 1er octobre 1986                                        | Fiche |                                                                                        |
| Yvelines                        | René Martin                 | Du 16 août 1982 au 1er octobre 1986                                             | Fiche |                                                                                        |
| Essonne                         | Louis Namy                  | Du 26 avril 1959 au 1er novembre 1975                                           | Fiche | Élu de Seine-et-Oise en 1959                                                           |
| Essonne                         | Raymond Brosseau            | Du 1er novembre 1975 au 25 septembre 1977                                       | Fiche | Remplace Louis Namy, démissionnaire                                                    |
| Essonne                         | Pierre Gamboa               | Du 25 septembre 1977 au 1er octobre 1986                                        | Fiche |                                                                                        |
| Essonne                         | Jean Ooghe                  | Du 25 septembre 1977 au 1er octobre 1986                                        | Fiche |                                                                                        |
| Essonne                         | Robert Vizet                | Du 28 septembre 1986 au 1er octobre 1995                                        | Fiche |                                                                                        |
| Essonne                         | Paul Loridant               | Du 2 octobre 1995 au 30 septembre 2004                                          | Fiche | Membre du MRC, élu sur la liste communiste                                             |
| Essonne                         | Bernard Vera                | Du 26 septembre 2004 au 30 septembre 2011 Du 26 mars 2016 au 18 juin 2017       | Fiche | En 2016, remplace Jean-Vincent Placé, nommé au gouvernement                            |
| Essonne                         | Jean-Luc Mélenchon          | De février 2009 au 7 janvier 2010                                               | Fiche | Parti de Gauche (PG)                                                                   |
| Essonne                         | Marie-Agnès Labarre         | Du 8 janvier 2010 au 30 septembre 2011                                          | Fiche | PG. Remplace Jean-Luc Mélenchon                                                        |
| Hauts-de-Seine                  | Waldeck L'Huillier          | Du 26 avril 1959 au 6 décembre 1962                                             | Fiche | Élu de la Seine en 1959                                                                |
| Hauts-de-Seine                  | Renée Dervaux               | Du 26 avril 1959 au 1er octobre 1968                                            | Fiche | Élue de la Seine en 1959                                                               |
| Hauts-de-Seine                  | André Aubry                 | Du 22 septembre 1968 au 2 octobre 1977                                          | Fiche |                                                                                        |
| Hauts-de-Seine                  | Guy Schmaus                 | Du 22 septembre 1968 au 1er octobre 1986                                        | Fiche |                                                                                        |
| Hauts-de-Seine                  | Anicet Le Pors              | Du 25 septembre 1977 au 23 juillet 1981                                         | Fiche |                                                                                        |
| Hauts-de-Seine                  | Monique Midy                | Du 24 juillet 1981 au 1er octobre 1986                                          | Fiche | Remplace Anicet Le Pors, nommé au gouvernement                                         |
| Hauts-de-Seine                  | Jacqueline Fraysse          | Du 28 septembre 1986 au 12 juin 1997                                            | Fiche |                                                                                        |
| Hauts-de-Seine                  | Michel Duffour              | Du 13 juin 1997 au 28 mars 2000                                                 | Fiche | Remplace Jacqueline Fraysse, élue député                                               |
| Hauts-de-Seine                  | Roland Muzeau               | Du 29 mars 2000 au 26 juin 2007                                                 | Fiche | remplace Michel Duffour, nommé au gouvernement                                         |
| Hauts-de-Seine                  | Brigitte Gonthier-Maurin    | Du 29 juin 2007 au 1er octobre 2017                                             | Fiche | remplace Roland Muzeau, élu député                                                     |
| Seine-Saint-Denis               | Jacques Duclos              | Du 26 avril 1959 au 25 avril 1975                                               | Fiche | Élu de la Seine en 1959                                                                |
| Seine-Saint-Denis               | James Marson                | Du 26 avril 1975 au 1er octobre 1986                                            | Fiche | remplace Jacques Duclos, décédé                                                        |
| Seine-Saint-Denis               | Fernand Lefort              | Du 22 septembre 1968 au 25 septembre 1977                                       | Fiche |                                                                                        |
| Seine-Saint-Denis               | Marie-Thérèse Goutmann      | Du 22 septembre 1968 au 23 juillet 1978                                         | Fiche |                                                                                        |
| Seine-Saint-Denis               | Danielle Bidard-Reydet      | Du 24 juillet 1978 au 30 septembre 2004                                         | Fiche | Remplace Marie-Thérèse Goutmann, élue député                                           |
| Seine-Saint-Denis               | Paulette Fost               | Du 28 septembre 1986 au 1er octobre 1995                                        | Fiche |                                                                                        |
| Seine-Saint-Denis               | Jean Garcia                 | Du 25 septembre 1977 au 1er octobre 1995                                        | Fiche |                                                                                        |
| Seine-Saint-Denis               | Jack Ralite                 | Du 2 octobre 1995 au 30 septembre 2011                                          | Fiche |                                                                                        |
| Seine-Saint-Denis               | Éliane Assassi              | Du 26 septembre 2004 au 1er octobre 2023                                        | Fiche |                                                                                        |
| Val-de-Marne                    | Georges Marrane             | Du 26 avril 1959 au 1er octobre 1968                                            | Fiche | Élu de la Seine en 1959                                                                |
| Val-de-Marne                    | Louis Talamoni              | Du 1er février 1963 au 30 avril 1975                                            | Fiche | Remplace Waldeck L'Huillier (Seine) élu député                                         |
| Val-de-Marne                    | Hélène Édeline              | Du 1er mai 1975 au 2 octobre 1977                                               | Fiche | Remplace Louis Talamoni, décédé                                                        |
| Val-de-Marne                    | Roger Gaudon                | Du 22 septembre 1968 au 2 octobre 1977                                          | Fiche |                                                                                        |
| Val-de-Marne                    | Hélène Luc                  | Du 25 septembre 1977 au 18 septembre 2007                                       | Fiche | Démissionnaire en 2007                                                                 |
| Val-de-Marne                    | Charles Lederman            | Du 25 septembre 1977 au 1er octobre 1995                                        | Fiche |                                                                                        |
| Val-de-Marne                    | Marcel Rosette              | Du 25 septembre 1977 au 1er octobre 1986                                        | Fiche |                                                                                        |
| Val-de-Marne                    | Claude Billard              | Du 24 septembre 1995 au 1er juin 1997                                           | Fiche |                                                                                        |
| Val-de-Marne                    | Odette Terrade              | Du 13 juin 1997 au 30 septembre 2004 Du 19 septembre 2007 au 30 septembre 2011  | Fiche | Remplace Claude Billard élu député en 1997 Remplace Hélène Luc, démissionnaire en 2007 |
| Val-de-Marne                    | Jean-François Voguet        | Du 26 septembre 2004 au 30 septembre 2011                                       | Fiche |                                                                                        |
| Val-de-Marne                    | Christian Favier            | Du 25 septembre 2011 au 1er octobre 2017                                        | Fiche |                                                                                        |
| Val-de-Marne                    | Laurence Cohen              | Du 25 septembre 2011 au 1er octobre 2023                                        | Fiche |                                                                                        |
| Val-d'Oise                      | Fernand Chatelain           | Du 22 septembre 1968 au 11 juin 1979                                            | Fiche |                                                                                        |
| Val-d'Oise                      | Marie-Claude Beaudeau       | Du 12 juin 1979 au 30 septembre 2004                                            | Fiche | remplace Fernand Chatelain, décédé                                                     |
| Val-d'Oise                      | Robert Hue                  | Date 1er octobre 2004 à septembre 2012                                          | Fiche | Plus sénateur CRC en septembre 2012                                                    |
| Guadeloupe                      | Marcel Gargar               | Du 22 septembre 1968 au 2 octobre 1977                                          | Fiche | PCG                                                                                    |
| Guadeloupe                      | Henri Bangou                | Du 28 septembre 1986 au 1er octobre 1995                                        | Fiche | PCG puis PPDG                                                                          |
| La Réunion                      | Paul Vergès                 | Du 15 avril 1996 au 19 juillet 2004 Du 25 septembre 2011 au 12 novembre 2016    | Fiche | PCR Élu député européen (2004)                                                         |
| La Réunion                      | Gélita Hoarau               | Du 24 février 2005 au 30 septembre 2011 Du 13 novembre 2016 au 1er octobre 2017 | Fiche | PCR Remplace Paul Vergès                                                               |
| Français établis hors de France | Pierre Biarnès              | De 2001 au 30 septembre 2008                                                    | Fiche | MRC                                                                                    |

## Organisation

### Présidents
- 1959-1975 : Jacques Duclos
- 1975-1978 : Marie-Thérèse Goutmann (première femme à présider un groupe parlementaire en France[22])
- 1978-1979 : Marcel Rosette
- 1979-2001 : Hélène Luc
- 2001-2012 : Nicole Borvo Cohen-Seat
- 2012-2023 : Éliane Assassi
- Depuis 2023 : Cécile Cukierman

### Secrétaires généraux
- 1984-1990 : Maurice Leroy
- Depuis 1991 : Marc Hainigue[23]

## Identité visuelle
Le groupe communiste se dote de plusieurs logotypes au cours de son histoire.

Logotype de 2017 à 2023.
Logotype de 2023 à 2024.
Logotype à partir de 2024.